# Olof Espling
Olof Espling, född 23 maj 1751 i Våknersta, Askersunds socken, död 20 december 1821 i Svennevads socken, var en svensk präst och författare.
Olof Espling var son till skattebonden Nils Olsson. Han blev elev vid Örebro skola 1760 och vid Strängnäs gymnasium 1767. 1774 blev han student vid Uppsala universitet där han 1782 blev filosofie kandidat och samma år filosofie magister. 1782-1784 företog han utrikes resor som stipendiat till Tyskland och Danmark, och genomreste därefter Nederländerna och Frankrike 1785-1788. Espling prästvigdes 1794 och verkade därefter som huspredikant hos Johan Gabriel Oxenstierna. 1796 blev han lektor i logik och fysik vid Strängnäs gymnasium och 1804 skolans rektor. Han utsågs 1806 till kyrkoherde i Svennevad och Bo.